# Comment tuer un monstre

Comment tuer un monstre est un roman de R. L. Stine. C'est, dans l'édition française Bayard Poche, le 34e livre de la collection Chair de poule. Il est traduit de l'anglais par Nathalie Vlatal (qui a traduit bon nombre de Chair de poule). Le livre français contient 136 pages.

## Description de la couverture française
Comme tous les Chair de poule, la couverture du livre est un dessin. L'illustration de Comment tuer un monstre est de Henri Galeron. Elle représente un monstre qui passe la tête par l'entrebâillement d'une porte (la porte fermée du troisième étage, dans l'histoire). Ce monstre est fidèle à la description qui en est donnée dans le livre : il ressemble un peu à un crocodile géant ; il est vert, des dents en triangle mais une langue de serpent, des écailles sur la tête et le museau, de gros yeux, une légère fourrure à peine ébouriffée derrière les oreilles, la nuque et le dos. Souriant, les sourcils froncés, de sa grande gueule ouverte, il pose une grosse main verte, griffue et poilue sur la tranche de la porte qu'il tient entr'ouverte.

## Résumé de l'histoire
Barbara (l'héroïne du roman) va passer quelques jours, malgré elle, chez ses grands-parents, avec son demi-frère Colin. Tous deux ont douze ans, comme presque toujours dans les Chair de poule. Les grands-parents vivent dans une immense maison à trois étages, très longue et refermant plein de couloir et de pièces, mais isolée au milieu des marécages.
Barbara entend aussitôt arrivée des grognements et des hurlements dans la maison, mais il n'y a qu'elle qui y prête attention. Et puis, pourquoi ses grands-parents interdisent à Colin et à elle d'aller dans la pièce fermée à clef du troisième étage - cette pièce d'où justement sortent les bruits suspects ? Barbara et Colin l'apprendront malheureusement... Et une course-poursuite infernale avec un MONSTRE commence, parsemée de lettres des grands-parents... qui ont pris la fuite et les ont enfermés dans la maison avec le monstre !...

## Sous-titre jaune
« Les créatures des marécages ».

## Commentaires
- Ce livre eut son épisode dans la série TV Chair de poule.
- Ce livre est très particulier et se détache des autres Chair de poule : pendant quasiment tout le livre (environ pendant 75 pages), les protagonistes fuient et se cachent dans toute la maison pour éviter le monstre.